# Vantanea peruviana
Vantanea peruviana är en tvåhjärtbladig växtart som beskrevs av Macbride. Vantanea peruviana ingår i släktet Vantanea och familjen Humiriaceae. Inga underarter finns listade i Catalogue of Life.